# Municipio de Xenia (Illinois)
El municipio de Xenia (en inglés: Xenia Township) es un municipio ubicado en el condado de Clay en el estado estadounidense de Illinois. En el año 2010 tenía una población de 658 habitantes y una densidad poblacional de 13,67 personas por km².

## Geografía
El municipio de Xenia se encuentra ubicado en las coordenadas 38°37′8″N 88°38′33″O / 38.61889, -88.64250. Según la Oficina del Censo de los Estados Unidos, el municipio tiene una superficie total de 48.12 km², de la cual 48,1 km² corresponden a tierra firme y (0,05 %) 0,02 km² es agua.

## Demografía
Según el censo de 2010, había 658 personas residiendo en el municipio de Xenia. La densidad de población era de 13,67 hab./km². De los 658 habitantes, el municipio de Xenia estaba compuesto por el 98,78 % blancos, el 0,91 % eran de otras razas y el 0,3 % eran de una mezcla de razas. Del total de la población el 3,04 % eran hispanos o latinos de cualquier raza.